# Лунгачи (деревня)
Лунгачи́ — деревня в Селивановском сельском поселении Волховского района Ленинградской области.

## История
Деревня Лунгачи упоминается в переписи 1710 года в Воскресенском Масельском погосте Заонежской половины Обонежской пятины.
На карте Санкт-Петербургской губернии Ф. Ф. Шуберта 1834 года обозначены: деревня Лунгачи, состоящая из 30 крестьянских дворов, к северу и смежно — погост Лунгачской, а на южной окраине — имение помещика Мордвинова.

ЛУНГАЧА — село принадлежит тайному советнику Мордвинову, число жителей по ревизии: 123 м. п., 111 ж. п.

В оном: церковь деревянная во имя Воздвижения Честного Животворящего креста Господня (1838 год)

Деревня Лунгачи из 30 дворов и при ней погост Лунгачской отмечены на карте Ф. Ф. Шуберта 1844 года.

ЛУНГАЧА — село, оно же усадьба барона Виллие, по просёлочной дороге, число дворов — 37, число душ — 105 м. п. (1856 год)

ЛУНГАДСКОЕ (ЛУНГАЧСКОЕ УСАДИЩЕ) — погост и деревня владельческая при реке Валгоме, число дворов — 38, число жителей: 113 м. п., 102 ж. п.;
 Часовня православная. Приходское училище (1862 год)

Сборник Центрального статистического комитета описывал Лунгачи так:

УСАДИЩЕ-ПОДОЛ (ЛУНГАЧЕВО) — село бывшее владельческое при реке Волгоме, дворов — 42, жителей — 228;
 Церковь православная, часовня, школа, лавка, постоялый двор, ярмарка 8 июня и 14 сентября. (1885 год)

Согласно епархиальным сведениям 1899 года в селе находилась приходская Крестовоздвиженская церковь (ранее Воскресенская, Воскресенского Масельгского погоста).
В конце XIX — начале XX века село административно относилось к Усадище-Масельгской волости 3-го стана Новоладожского уезда Санкт-Петербургской губернии.
По данным «Памятной книжки Санкт-Петербургской губернии» за 1905 год село называлось Усадище-Подол (Лунгачево) «при реке Валгоме, ярмарки 8 июня и 14 сентября».

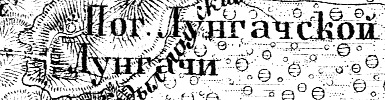
Деревня Лунгачи на карте 1915 года

Согласно карте Петроградской и Новгородской губерний издания 1915 года близ деревни Лунгачи находился погост Лунгачский.
С 1917 по 1923 год деревня Усадище-Подол входила в состав Лунгачского сельсовета Усадище-Масельгской волости Новоладожского уезда.
С 1923 года в составе Колчановской волости Волховского уезда.
С 1927 года в составе Волховского района.
В 1928 году население деревни Усадище-Подол составляло 256 человек.
По данным 1933 года деревня называлась Подол и являлась административным центром Лунгачского сельсовета Волховского района, состоящего из 8 населённых пунктов, деревни: Антипово, Заречье, Курика, Левина Мельница, Лобазова Гора, Пельжево, Пикачево, Подол, общей численностью населения 1268 человек.
По данным 1936 года в состав Лунгачевского сельсовета входили 6 населённых пунктов, 187 хозяйств и 5 колхозов. Центр сельсовета назывался деревня Подол-Устье.

Деревня Лунгачи на карте 1940 года

С 1 марта 1946 года деревня Усадище-Подол учитывается областными административными данными, как деревня Лунгачи в составе Новоладожского района.
С 1954 года в составе Низинского сельсовета.
В 1958 году население деревни составляло 105 человек.
С 1963 года вновь в составе Волховского района.
По данным 1966 и 1973 годов деревня Лунгачи также входила в состав Низинского сельсовета.
По данным 1990 года деревня Лунгачи входила в состав Селивановского сельсовета.
В 1997 году в деревне Лунгачи Селивановской волости проживали 4 человека, в 2002 году — 1 человек (русский).
В 2007 году в деревне Лунгачи Селивановского СП — также 1 человек.

## География
Деревня расположена в северо-восточной части района на автодороге 41К-405 (Низино — Лунгачи — Телжево).
Расстояние до административного центра поселения — 12 км.
Деревня находится к северу от железнодорожной платформы Телжево (159 км) на линии Волховстрой I — Лодейное Поле. Расстояние до ближайшей железнодорожной станции Лунгачи — 4 км.
Деревня находится на правом берегу реки Валгомка.

## Демография
| 1862 | 2007 | 2010 | 2017 |
| ---- | ---- | ---- | ---- |
| 215  | ↘1   | ↗4   | ↘1   |

### Национальный состав
Согласно данным Всероссийской переписи населения 2021 года в деревне проживали 9 человек, из них:
 русские — 8, белорусы — 1 человек.